# Острів Гукера
Острів Гу́кера (рос. О́стров Гу́кера) — острів архіпелагу Земля Франца-Йосифа. Адміністративно відноситься до Приморського району Архангельської області Росії.
Площа острова — 508 км² (один із 10 найбільших островів архіпелагу), найвища точка — 576 метрів. До 2016 року знаходив на території державного природного заказника федерального значення «Земля Франца-Йосипа», а після його ліквідації разом з іншими островами архіпелагу включений до національного парку «Російська Арктика».
Названий на честь Джозефа Гукера — англійського ботаніка і мандрівника, який супроводжував Джеймса Росса в експедиції до Антарктиди в 1841 році.

## Географія
Як і інші острови Землі Франца-Йосифа, острів Гукера має базальтову основу, на якій височать кілька льодовикових куполів, а в напрямку від центру острова до океану з кам'янистого плато спускаються вивідні льодовики.
На північ від острова Гукера, відокремлений протокою Аллен-Юнг, лежить острів Кетліца, на північний захід, за широким протокою Британський Канал знаходиться найбільший острів Землі Франца-Йосифа — Земля Георга.
Практично вся територія острова покрита льодовиками, виняток становлять лише кілька прибережних зон острова.
Найпівнічніша точка острова — мис Альберта Маркама, найпівденніша точка — мис Сесіль-Хармсуорт. Найзахідніша точка острова — мис Данді, крайня східна — мис Альбанова. Відстань від північного закінчення острова до південного — близько 28 кілометрів, від найзахіднішої точки до найсхіднішої — трохи більше 30 кілометрів.
У північно-західній частині острова знаходяться дві незамерзаючі бухти — бухта Юрія і бухта Тиха, названі так у зв'язку з тим, що під час зимівлі на острові Гукера експедиції Георгія Сєдова тут було спокійно і безвітряно, що не характерно для островів Арктики. Дві бухти розділені між собою високою (174 м) скелею Рубіні, що виступає в море. Скеля славиться великими пташиними базарами — до 18 000 особин.

## Історія

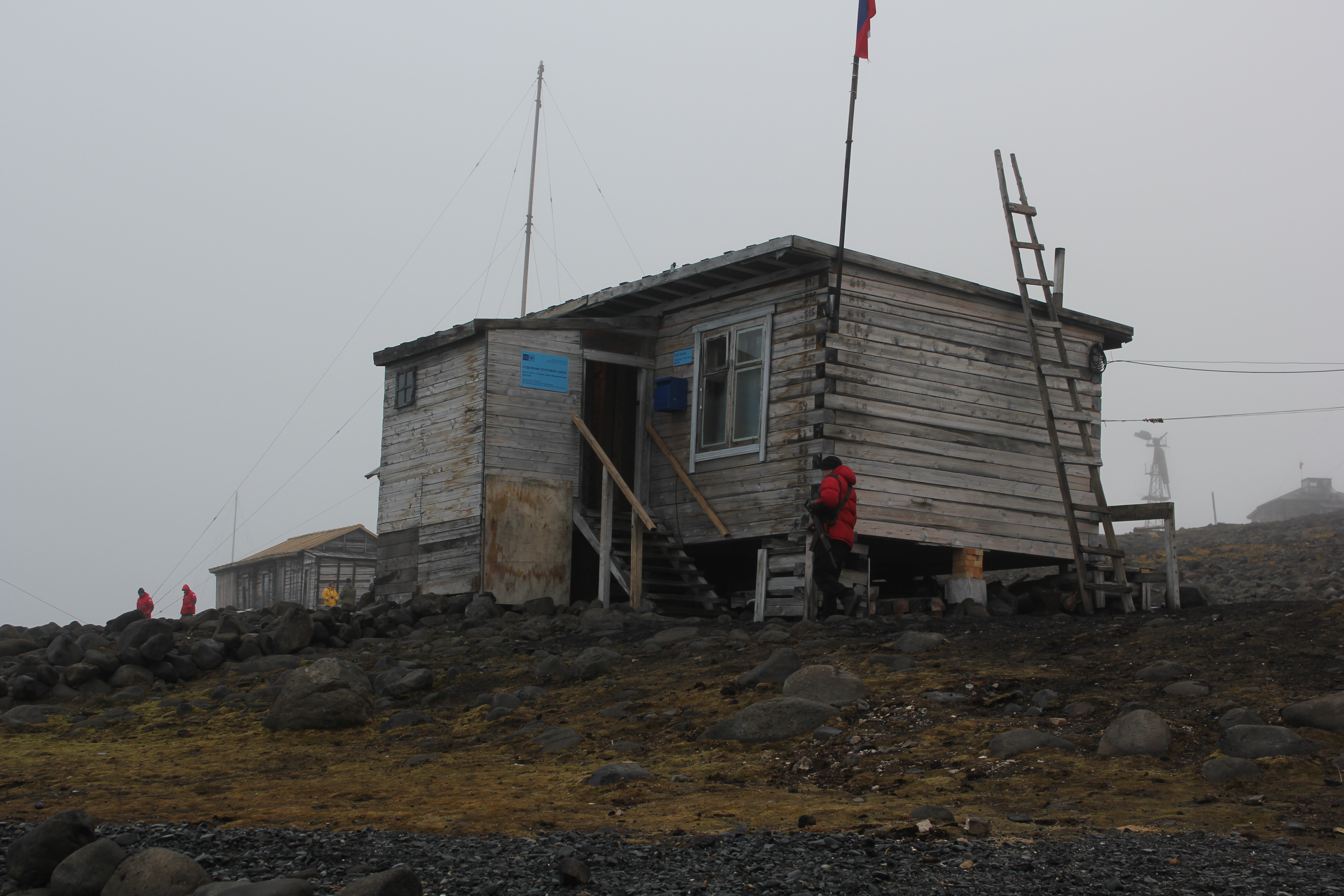
Поштове відділення в бухті Тихій

У 1879 році до Землі Франца-Йосифа прибув голландський дослідницький корабель «Віллем Баренц», командував яким полярний дослідник Де Брюйне (нід. De Bruyne. Команда судна проводила вже кілька сезонів поспіль гідрологічні роботи в районі Баренцевого моря. Під час дослідження архіпелагу Де Брюйне виявив острів, якого не було на карті Юліуса Пайєра — першовідкривача Землі Франца-Йосифа. Острів отримав назву від імені відомого англійського ботаніка — Джозефа Гукера.
Через майже 35 років, 19 вересня 1913 року, біля берегів острова Гукера у бухті Тиха зимувала експедиція Георгія Сєдова.
У 1929 році на березі бухти Тиха відкрилася перша на архіпелазі радянська науково-дослідна станція. З цього часу острів Гукера стали регулярно відвідувати радянські експедиції.
У 1926 році на острові Гукера в районі бухти Тиха була побудована найпівнічніша на той час (80° 20' північної широти) залізниця, яка з'єднувала ангари полярної станції з узбережжям. Вона використовувалася імовірно для транспортування гідролітаків з моря в ангари.
У липні 1931 року острів відвідував дирижабль «Граф Цепелін» в ході програми з аерофотознімання Арктики.
У 1937 році на місці станції в бухті Тиха була побудована арктична обсерваторія. Її першим керівником став відомий дослідник Арктики Іван Папанін, який очолив через рік першу в світі дрейфуючу станцію «Північний полюс».
У 1957 році на вершині купола Чурляніса була побудована метеостанція, яка стала першою такого роду на території радянської Арктики.
З 2014 року в бухті Тиха сезонно, в періоди навігації, функціонує відділення Пошти Росії (поштовий індекс 163110), що вважається найпівнічнішим відділенням поштового зв'язку в світі.

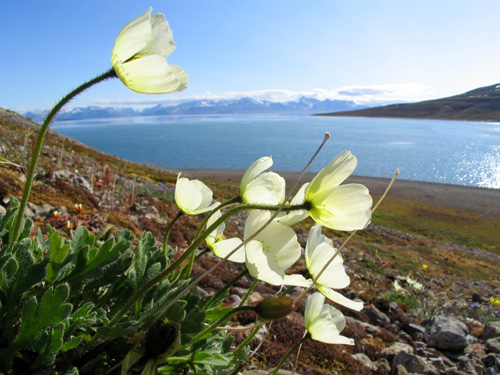
Полярний мак

## Флора і фауна
Тваринний та рослинний світ острова Гукера у порівнянні з іншими зонами Арктики дуже багатий. Пташині базари в бухті Тиха налічують до 18 000 особин. На острові живуть колонії кайр, чистуни, буревісники, різні види мартинів та інших птахів.
У водах, що омивають острови, водяться нерпа, лахтак, і білуха. Із ссавців, як і на інших островах архіпелагу, в невеликих кількостях зустрічається білий ведмідь.
Рослинний світ острова представлений в першу чергу мохами і лишайниками та, у менших кількостях, квітковими рослинами, наприклад, полярним маком.

## Карти
- Аркуш карти U-39-XXXIV,XXXV,XXXVI о. Гукера. Масштаб: 1 : 200 000. Видання 1965 р. (рос.)
- Аркуш карти U-40-XXXI,XXXII,XXXIII остров Мак-Клинтока. Масштаб: 1 : 200 000. Видання 1971 р. (рос.)